# Thomas est amoureux
Pour plus de détails, voir Fiche technique et Distribution.
Thomas est amoureux est un film belge réalisé par Pierre-Paul Renders, sorti en 2000, et dont l'histoire est celle de la vie d'un agoraphobe.

## Synopsis
Dans un futur proche, Thomas Thomas (de son prénom Thomas et nom de famille Thomas) est un jeune homme vivant des rentes de la société qu'il a montée. Devenu  agoraphobe par la pression étouffante de sa mère, il communique par le biais de la visiophonie, avec laquelle il parle essentiellement avec sa mère (censée ne l'appeler qu'une fois par semaine) et son psychologue. Celui-ci estime que, pour guérir de sa maladie, Thomas devrait rencontrer plus de personnes, et l'inscrit à son insu à une agence matrimoniale, ainsi qu'à un réseau de prostitution légal.
Thomas fait ainsi la connaissance de Mélodie, une jeune femme aux tendances New Age que la maladie de Thomas ne rebute pas, et d'Eva, une prostituée médicale, et il tombe amoureux des deux femmes. Ces deux personnalités fragiles le poussent à revoir sa position vis-à-vis de la maladie et le forcent à sortir enfin de son logis. Il continue à expliquer ses tourments à son psychologue, repousse sa mère et se lie de camaraderie avec l'agent d'accueil d'une société de réparation.

## Fiche technique
- Titre : Thomas est amoureux
- Réalisation : Pierre-Paul Renders
- Scénario : Philippe Blasband
- Photographie : Virginie Saint-Martin
- Montage : Ewin Ryckaert
- Musique : Igor Sterpin
- Pays de production : Belgique
- Langue originale : français
- Format : couleur
- Genre : Comédie dramatique, romance et science-fiction
- Durée : 97 minutes
- Dates de sortie :
  - Italie : 3 septembre 2000 (Mostra de Venise)
  - Canada : 10 septembre 2000 (Festival international du film de Toronto)
  - France : 20 juin 2001

## Distribution
- Benoît Verhaert : Thomas
- Aylin Yay : Eva
- Magali Pinglaut : Mélodie
- Micheline Hardy : Nathalie (la mère)
- Frédéric Topart : le psychologue
- Alexandre von Sivers
- Serge Larivière : le réceptionniste
- Jacqueline Bollen : Madame Zoé
- Véronique Dumont : Louise
- Cathy Boquet : Miss Clinique Domotique

## Visuel
L'ensemble de la représentation du film est l'écran de visiophonie de Thomas. On peut voir ainsi ses appels entrants et sortants, ce qui lui permet de voir le cabinet de son psychologue, l'appartement de sa mère, l'appartement de Mélodie, l'accueil d'un réparateur, le sas de sortie de son propre appartement. L'agence matrimoniale semble être à moitié virtuelle, et il accède à des sites érotiques entièrement en images de synthèse. Le spectateur ne voit jamais Thomas (sauf une brève silhouette dans le sas à la fin du film) et ne s'identifie à lui que par sa voix.